# Сирхинд
Сирхинд — небольшой город на юго-востоке индийского Пенджаба в округе Фатехгарх-Сахиб. Население 60 тыс. человек (2013). Город расположен в 251 км к северо-западу от Дели. Название города в переводе означает «врата Индии». Этим названием город обязан афганскому правителю и завоевателю Махмуду Газни. Город приобрел важное транзитное значение в эпоху Великих Моголов. Примечательным уроженцем города был суфий Ахмад Сирхинди — его мавзолей является местом паломничества.